# ラマ島
座標: 北緯22度12分 東経114度07分 / 北緯22.200度 東経114.117度
ラマ島（南丫島、ラマとう、ランマとう、ラムアとう、なんあとう、英語: Lamma Island）は、香港の離島区に属する島のひとつ。

## 概要
人口約1万人。香港島の西南に位置し、中環から高速船で20分ほど（通常のフェリーで35分）で榕樹湾または索罟湾に到着できる。香港島南部の香港仔（アバディーン）から北角村経由榕樹湾行き、模達湾経由索罟湾行きのフェリーもあり、距離は近いが30分程度かかる。
香港随一の透明度の海水浴場があり、貸しロッジに泊って観光に来る若者が多い。海鮮料理が名物で、大手の海鮮料理店は中環や尖沙咀から自前の高速船で予約客を無料で運ぶサービスを行っている。また、イタリア料理、茶餐廳などの観光客向けの洋食店も多い。索罟湾には養殖いかだと漁船を使って展示、イベントを行う観光施設漁民文化村、天后廟、日本軍が一時使ったという神風洞がある。島の西側に香港電燈の南丫火力発電所があり、煙突3本が遠くからも見えるほか、風力発電装置も設置されている。

## 海水浴場
島内には海水浴場が2か所あり、いずれも水が澄んでいて混まないが、榕樹湾の船着場からは遠く、それぞれ徒歩約20分と40分かかる。
- 洪聖爺湾海水浴場（中国語版）（洪聖爺灣泳灘、Hung Sing Yeh Beach） - 島で最も規模の大きな海水浴場。向かいに火力発電所が見える。
- 蘆鬚城海水浴場（中国語版）（蘆鬚城泳灘、Lo So Sing Beach）

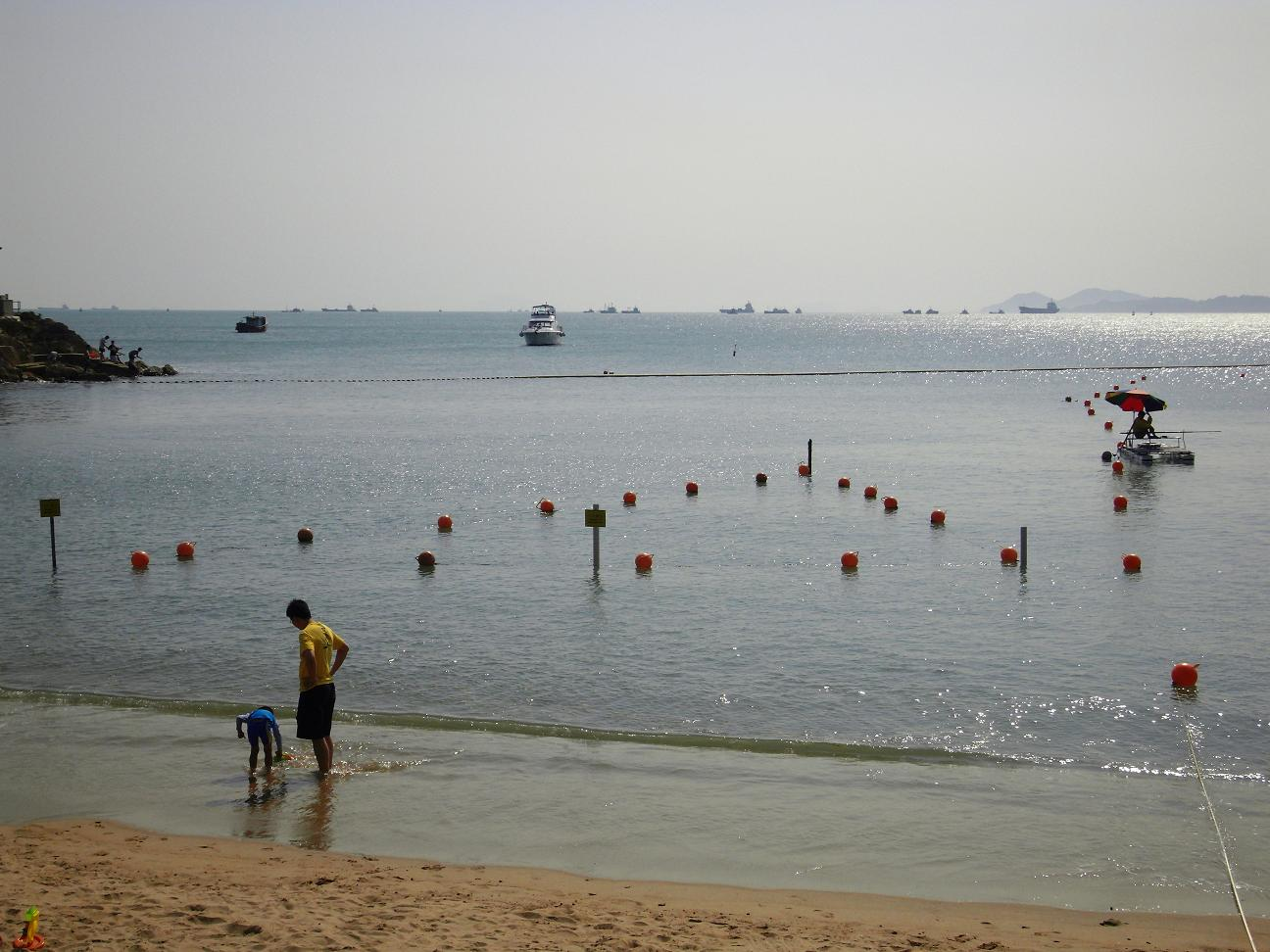
蘆鬚城海水浴場

## その他
- この島の名は「南Y島」と誤記または代用表記されることもある。「丫」はラテン文字の「Y」と混同されることがあるが、漢字である。枝分かれ、分岐、といった意味で、島の形を表すという。丨部2画、音読みは「あ」。
- 俳優のチョウ・ユンファはこの島の出身である。
- 1944年から終戦まで、日本海軍の特攻兵器である震洋の第35および第36部隊が置かれていた（震洋#基地）。